# Грлич, Ивица
Ивица Грлич (босн. Ivica Grlić; род. 6 августа 1975 года, Мюнхен, ФРГ) — боснийский футболист, полузащитник.
Грлич в клубах и сборной практически всегда выполнял штрафные удары; большую часть своих голов Ивица забил именно со стандартных положений. В 2007 году полузащитник объявил об уходе из сборной, чтобы сконцентрироваться на игре за свой клуб.
После окончания игровой карьеры в клубе, Грлич занимает пост спортивного директора немецкого футбольного клуба Дуйсбург.

## Внешние ссылки
- Профиль на сайте fussballdaten.de (нем.)